# Coen Hilbrink (historicus)
Johannes Arnoldus Maria Christiaan (Coen) Hilbrink (Almelo, 7 september 1944) is een Nederlandse historicus.

## Biografie
Coen Hilbrink werd geboren te Almelo op 7 september 1944. 16 dagen na zijn geboorte werden zijn vader Coen Hilbrink senior en zijn grootvader Sietze Hilbrink te Huize Lidwina vermoord door de Sicherheitsdienst.
Hilbrink promoveerde in 1989 aan de letterenfaculteit van de Rijksuniversiteit Groningen op het proefschrift De illegalen, over sociologische achtergronden van de illegaliteit in de oostelijke helft van Overijssel tijdens de Duitse bezetting in de Tweede Wereldoorlog.
Hij was werkzaam als docent Duits en geschiedenis op een middelbare school in Oldenzaal. Ook heeft hij bijdragen geleverd aan de stripreeks Agent Orange van Erik Varekamp en Mick Peet over het leven van prins Bernhard van Lippe-Biesterfeld.

## Publicaties
- In het belang van het Nederlandse volk... - over de medewerking van de ambtelijke wereld aan de Duitse bezettingspolitiek 1940-1945, SdU Den Haag, 1995. ISBN 90-12-08168-8
- De affaire Sanders, spionage en intriges in herrijzend Nederland, samen met Gerard Aalders, SdU, Den Haag 1996.
- De Ondergrondse, Illegaliteit in Overijssel, 1940-1945, SdU Den Haag, 1998.
- Vogelvrij verleden, oud-illegalen na de oorlog, Boom Amsterdam, 2001.
- Knokploegen, Religie en gewapend verzet 1943-1944, Boom Amsterdam, 2015. ISBN 978-9089534705
- Achter de linies. De oorlogsherinneringen van Jedburgh-officier John Olmsted. Uitgever Nedvision Publishing, 2024. ISBN 9789083309170